# 八氯合二铼酸钾

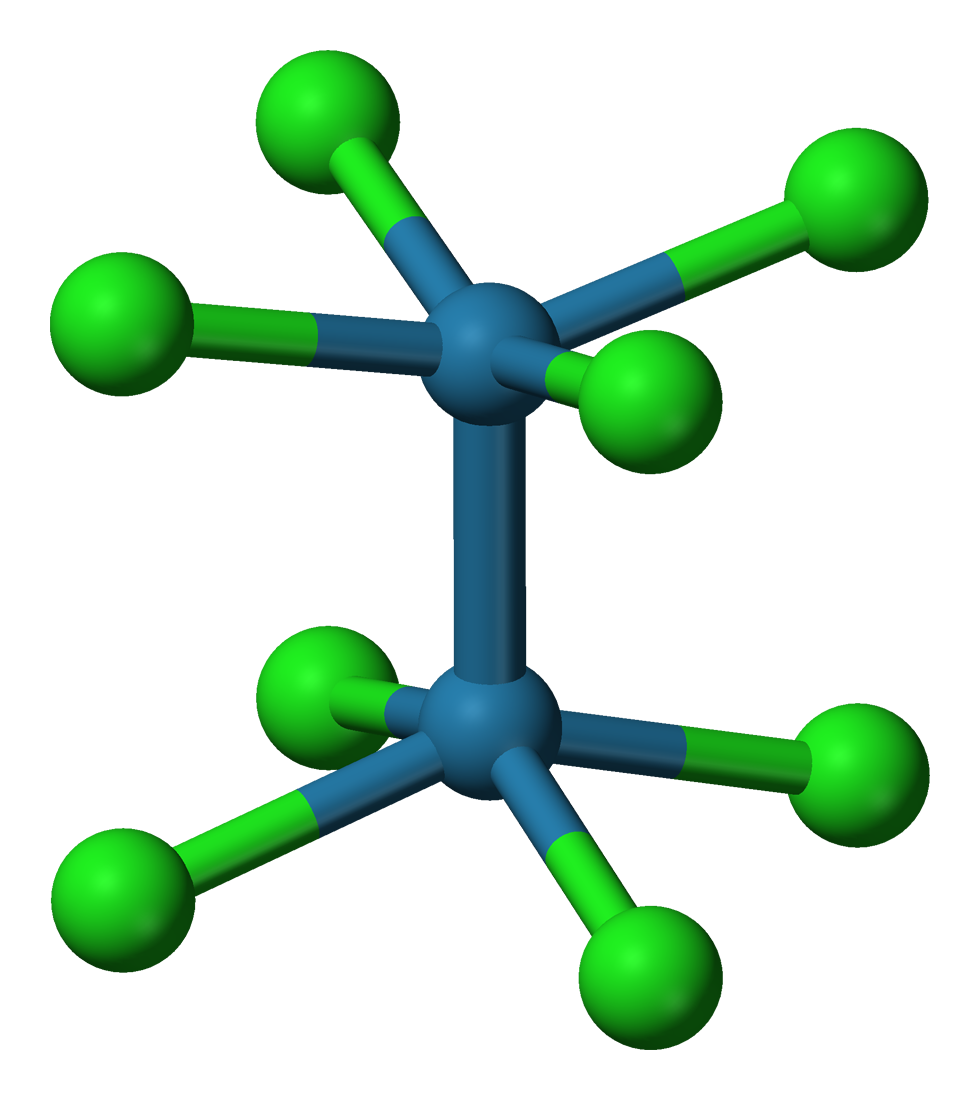
[Re_{2}Cl_{8}]^{2−}离子中Re-Re四重键。

八氯合二铼酸钾，是一种含有四重键的配合物，化学式为K2[Re2Cl8]。它的结构由美国无机化学家弗兰克·阿尔伯特·科顿（F.A.Cotton）于1964年测定（阴离子结构如图所示）。分子轨道理论认为该离子的四重键可表示为σ2π4δ2，也就是包括一个σ键、两个π键和一个δ键。